# Jack Dyer
John Raymond „Jack“ Dyer OAM (* 13. November 1913 in Oakleigh, Victoria, Australien; † 23. August 2003 in Melbourne, Victoria) war in Australien einer der bekanntesten Australian-Rules-Footballspieler.
Er spielte zwischen 1931 und 1949 insgesamt 312 mal für den Richmond Football Club (Richmond Tigers). Mit der Mannschaft nahm er sieben Mal am Meisterschaftsfinale, dem Grand Final teil. 1934 und 1943 gewann Dyer mit Richmond die Grand Finals. In den Jahren 1932, 1937, 1938–1940 und 1946 wurde er zum besten und fairsten Spieler des Clubs gewählt.
Noch während seiner Zeit als Spieler war er gleichzeitig Trainer der Mannschaft. 1949 trat Jack Dyer als Spieler und drei Jahre später auch als Trainer zurück.
Danach war er als Radio- und Fernsehkommentator tätig.